# Giekau
Giekau ist eine Gemeinde im Kreis Plön in Schleswig-Holstein.
Eine Feldstein-Saalkirche aus dem 13. Jahrhundert mit angefügtem klassizistischen Westturm bildet den Mittelpunkt der Gemeinde. Bemerkenswert ist dort ein figurenreicher spätgotischer Dreiflügelschrein.

## Geografie

### Lage
Das Gebiet der Gemeinde Giekau erstreckt sich vom nordöstlichen Teil des Selenter Sees ausgehend südostwärts bis teils über den Bach Kossau hinweg im Naturraum Ostholsteinisches Hügel- und Seenland etwa 6 km westlich von Lütjenburg.

### Ortschaften
Zur Gemeinde gehören die Ortschaften Dransau, Engelau, Fresendorf, Gottesgabe, Neuhaus, Ölböhm, Seekrug, Vörstenmoor und Warderhof.

## Geschichte
Die Gemeinde Giekau gehörte zum Gut Neuhaus, das vor dem Ersten Weltkrieg eines der größten holsteinischen Güter war. Der Vorgänger des heutigen Gutshofes wurde angeblich nach 1499 von Hans Rantzau angelegt und blieb bis 1715 im Besitz der Familie Rantzau. Das Herrenhaus hat drei Flügel und wurde um das Jahr 1737 erbaut, wobei Teile eines alten Hauses aus dem Jahr 1500 verwendet wurde. Einer der späteren Gutsherren war Friedrich II. Graf von Hahn (1742–1805), der dem Hauptgebäude sein jetziges Aussehen geben ließ. Die Anlage befindet sich noch heute im Besitz der Grafen Hahn. Von 1910 bis 1938 war Neuhaus Bahnstation der Kleinbahn Kirchbarkau–Preetz–Lütjenburg.

## Politik

### Gemeindevertretung
Bei der Kommunalwahl am 14. Mai 2023 wurden insgesamt elf Sitze vergeben. Von diesen erhielt die Allgemeine Wählergemeinschaft Giekau fünf Sitze, die CDU vier Sitze und die SPD zwei Sitze.

### Wappen
Blasonierung: „In Rot eine schräggestellte, stilisierte silberne Zange, oben begleitet von einem siebenstrahligen silbernen Stern.“

## Sehenswürdigkeiten
In der Liste der Kulturdenkmale in Giekau stehen die in der Denkmalliste des Landes Schleswig-Holstein eingetragenen Kulturdenkmale.
- Gut Neuhaus: Ursprünglich zum Besitz der Ritter von Giekau (Ghikow) gehörend, wurde das Gut Neuhaus 1484 von Hans Rantzau, Amtmann zu Schwabstedt, neu erbaut. Es blieb im Besitz derer von Rantzau, bis es 1734 über Dorothea, verheiratete von Brockdorff, an ihre Tochter Christine Magdalena, verheiratet mit Friedrich von Hahn, kam. Seither gehört es bis heute den Grafen Hahn.
- St.-Johannes-Kirche: Ortsbildprägend ist die mächtige Kirche St. Johannes mit dem denkmalgeschützten Pfarrhaus und dem angrenzenden Kirchhof. Die Geschichte der Grabmale hinter dem 1933 eingeweihten Ehrenmal reicht bis 1870 zurück. An den Neuen Friedhof mit der Baumbegräbnisstätte schließt auf der gegenüberliegenden Straßenseite der Alte Friedhof mit dem Mausoleum der Familie von Hahn und weiteren sehenswerten Grabsteinen an.

## Infrastruktur

### Verkehr
Der Individualverkehr erreicht das Gemeindegebiet über die Bundesstraße 202 im Abschnitt zwischen Kiel und Oldenburg in Holstein. Der südliche Gemeindebereich wird von der Bundesstraße 430 (Lütjenburg–Plön) erschlossen. 

### Naturschutzgebiet
Das europäische NATURA 2000-Schutzgebiet FFH-Gebiet Kossautal und angrenzende Flächen zieht sich entlang des namensgebenden Baches ebenfalls durch das Gemeindegebiet.

## Galerie

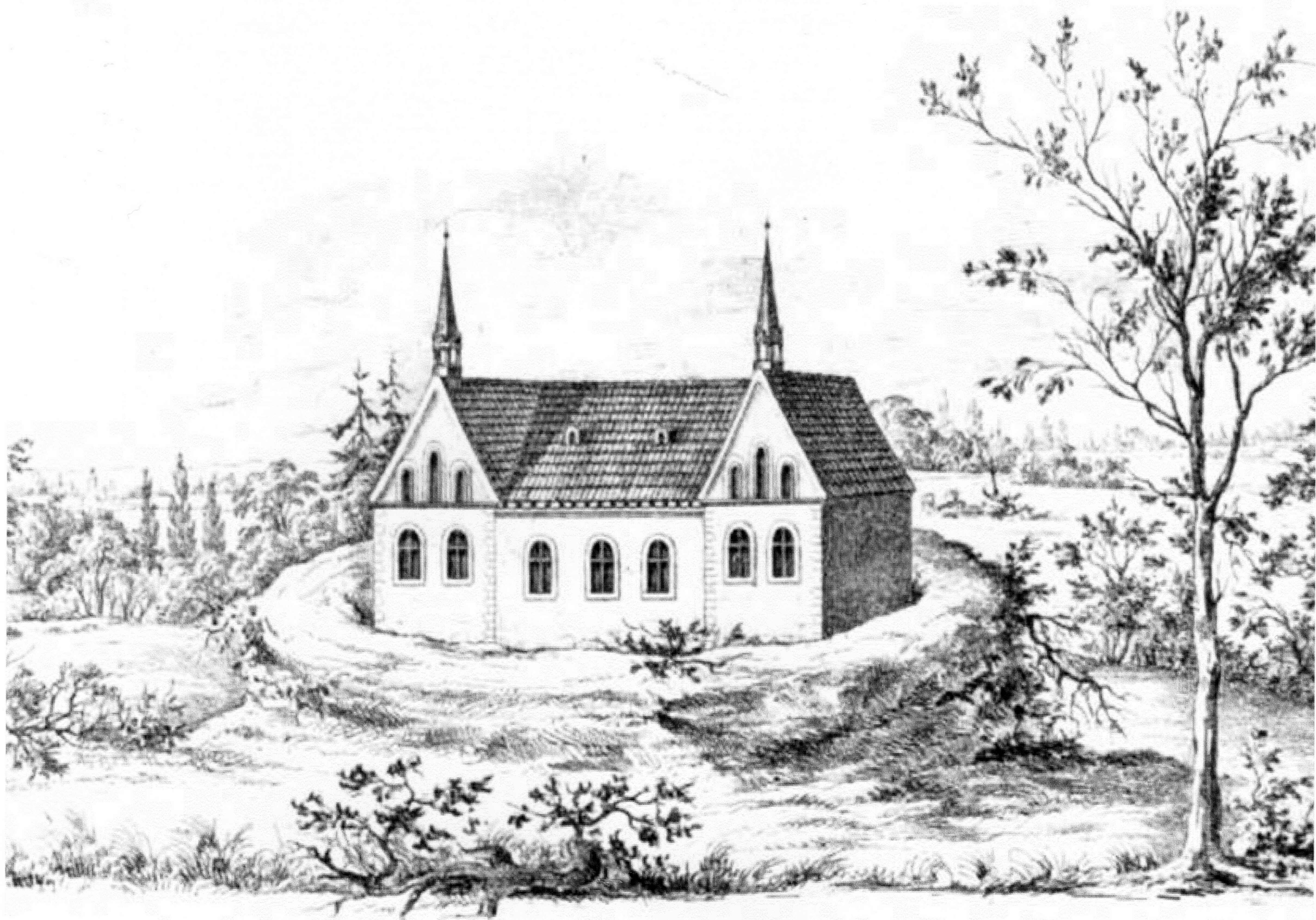
Das alte Herrenhaus des Guts Neuhaus
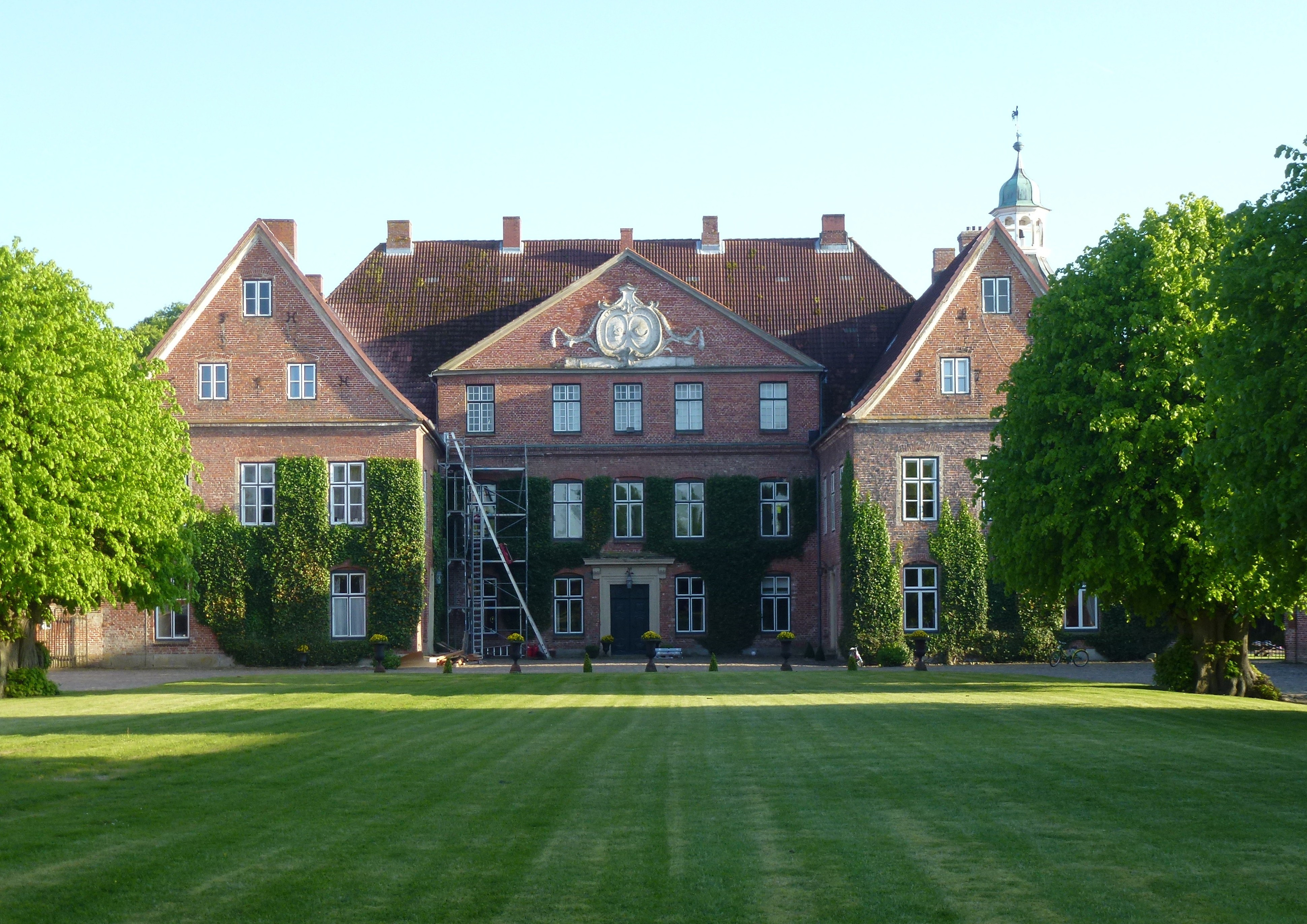
Das jetzige Herrenhaus des Guts Neuhaus
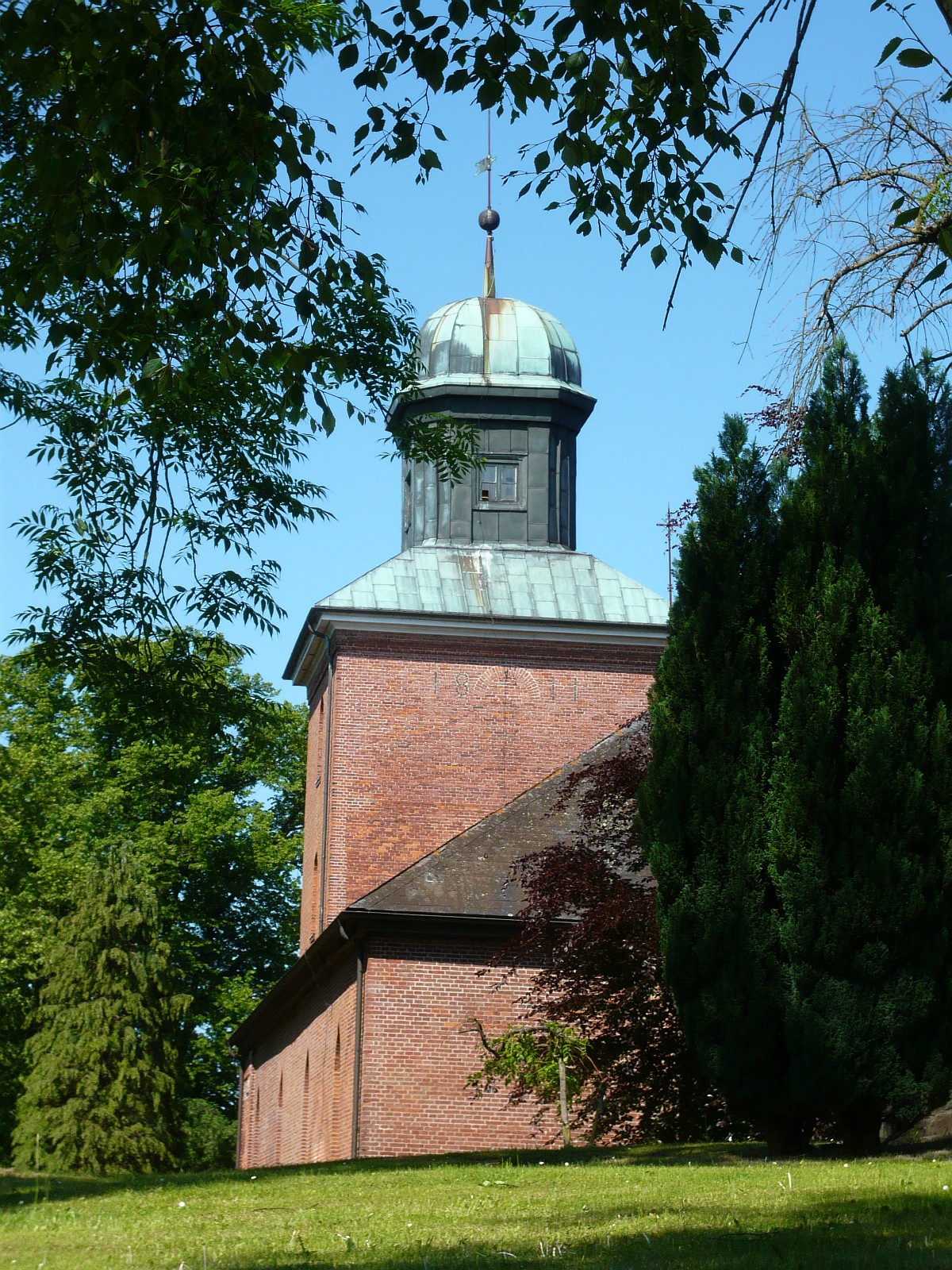
St.-Johannes-Kirche
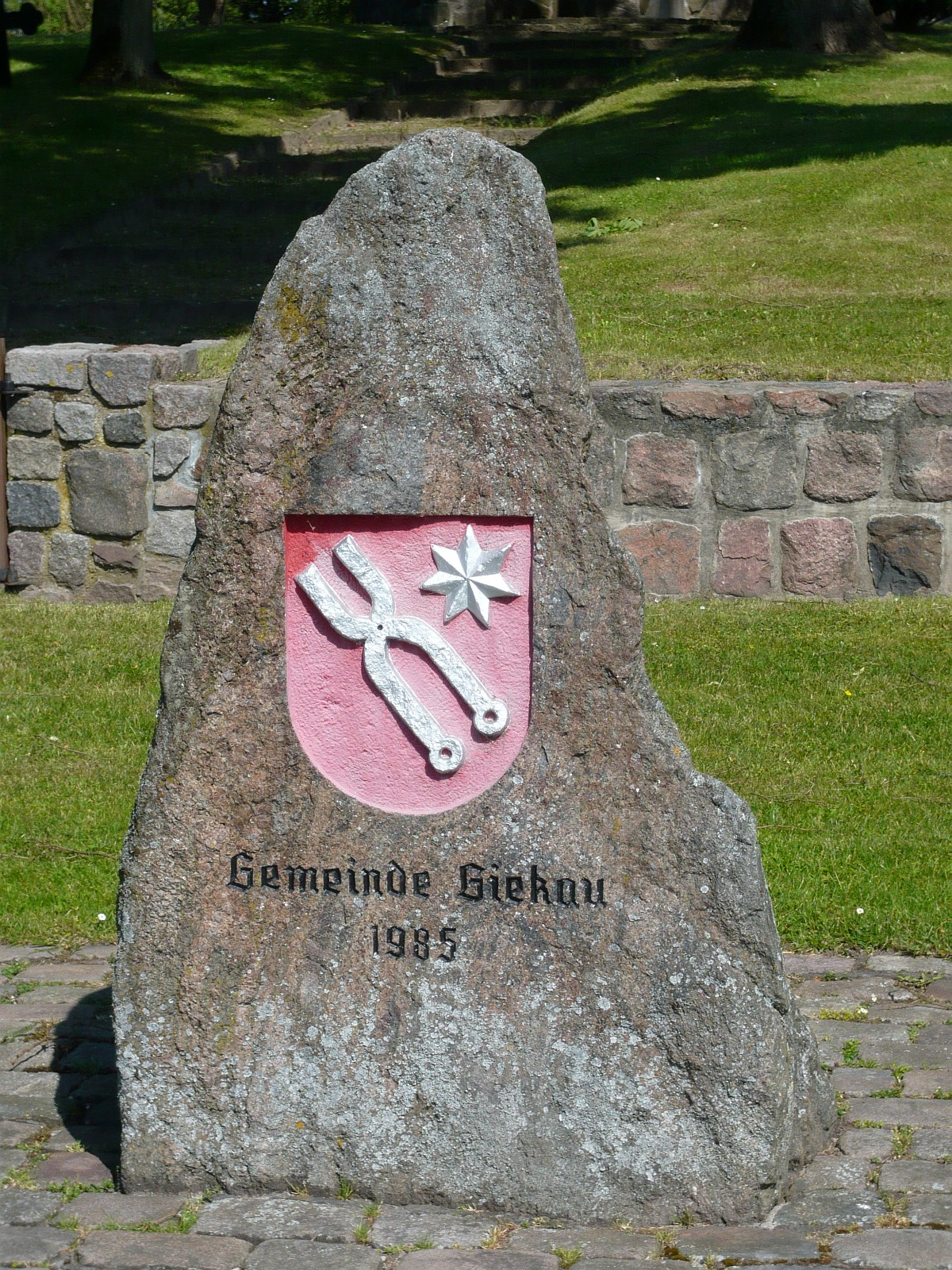
Wappenstein